# Зелений вогонь кози
«Зелений вогонь кози» — радянський художній фільм 1989 року, знятий режисером Анатолієм Матешком на Кіностудії ім. О. Довженка.

## Сюжет
Один день із життя молодого чоловіка Микити у день його народження. Йому виповнюється двадцять п'ять. Вночі Микиті наснилося дитинство, батько, брат і бабусин подарунок — фігурка кози, що світиться зеленим світлом. А вранці — звичайний вир життя, з повіями, розмовами про харчування буряком, про шкоду радіації, різними езотеричними теоріями. На мітингу звучать слова про те, що в депутати треба обрати академіка Сахарова. Атмосфера тривожна.

## У ролях
- Володимир Машков — Микита
- Коля Афонін — Микита в дитинстві
- Валерій Уланов — Микита в дитинстві
- Артем Матешко — Микита в дитинстві
- Маргарита Терехова — Олена, мати Микити
- Віктор Авілов — Григорій, батько Микити
- Євгенія Добровольська — Тетяна
- Елеонора Покровська — Елька
- Іра Самофал — Елька в дитинстві
- Тетяна Назарова — Поліна
- Ніна Антонова — бабуся
- Лариса Шинова — Оля
- Анатолій Грачов — Петрович, вітчим Микити
- Руслан Чунаєв — Женька
- Юля Філоненко — Наташка, дочка Микити
- Андрій Дементьєв — Аркаша
- Таурас Чижас — Кіп
- Аркадій Висоцький — Ікс
- Сергій Жердецький — Гуру
- Олег Антонов — Фінн
- Борис Юхананов — поет
- Наталія Кузнецова — Наташка
- Володимир Волков — епізод
- Валентина Івашова — епізод
- Юрій Рудченко — епізод
- Олена Драниш — епізод
- Віктор Демерташ — епізод
- Борис Александров — епізод
- Георгій Дворников — епізод
- Юрій Мисєнков — слідчий
- Юрій Назаров — викладач
- Михайло Ігнатов — епізод
- В'ячеслав Назаров — епізод
- Людмила Кузьміна — епізод
- А. Подерв'янський — епізод
- І. Голуб — епізод
- Борис Таратута — епізод
- Г. Дворников — епізод
- Юрій Грошовий — епізод
- Катерина Урманчеєва — епізод
- Оксана Григорович — вчителька

## Знімальна група
- Режисер — Анатолій Матешко
- Сценарист — Аркадій Висоцький
- Оператор — Олег Маслов-Лісічкін
- Композитор — В'ячеслав Назаров